# Arteră subscapulară
Artera subscapulară, cea mai mare ramură a arterei axilare, apare din a treia parte a arterei axilare la marginea inferioară a mușchiului subscapular, pe care o urmează până la unghiul inferior al scapulei, unde se anastomozează cu artera toracică laterală și arterele intercostale și cu ramura descendentă a arterei scapulare dorsale (ramură profundă a arterei cervicale transversale dacă apare din trunchiul cervical) și se termină în mușchii vecini.
La aproximativ patru cm de la origine se ramifică două ramuri, mai întâi artera circumflexă scapulară și apoi artera toracică dorsală.
Din artera toracică dorsală primește sânge mușchiul lat dorsal, în timp ce artera circumflexă scapulară participă la anastamoză scapulară. Se termină într-o anastomoză cu artera scapulară dorsală. 

## Imagini suplimentare

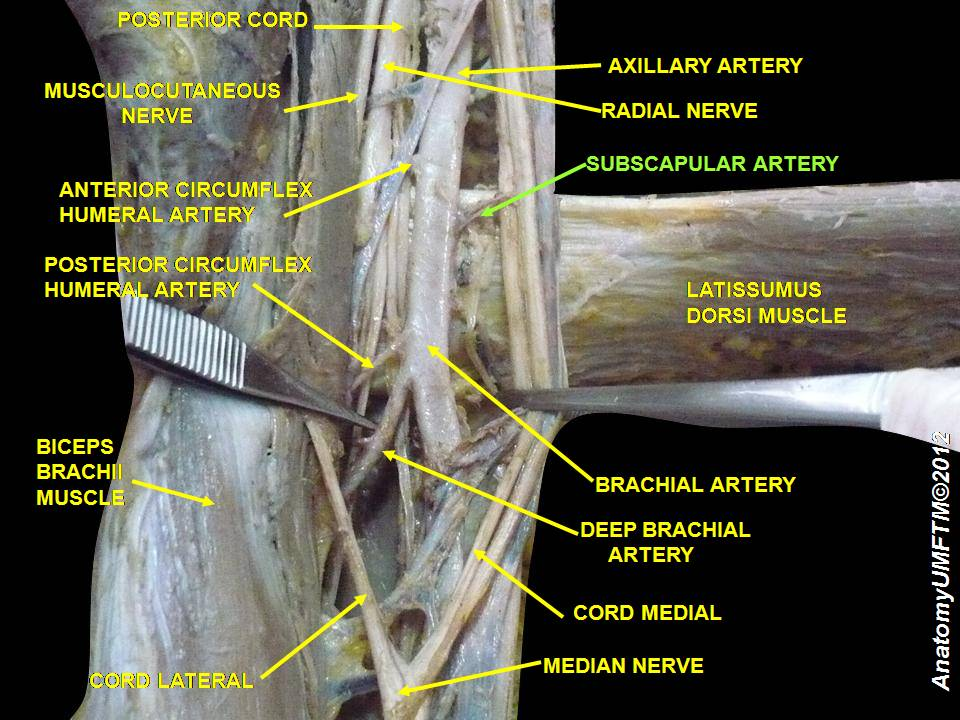
Artera subscapulară